# Macroclinium bicolor
Macroclinium bicolor es una especie de orquídea epifita originaria de América.

## Descripción
Es una orquídea de pequeño tamaño con hábitos de epifita. Tiene forma de abanico, con pseudobulbos comprimidos que están envueltos por 4-6  vainas agudas, imbricadas, oblicuas, lanceoladas, carnosas foliáceas, cada uno con una sola hoja, de color rojizo a verde. Florece en el verano en una inflorescencia pendular de 10 cm  de largo, con  muchas flores.

## Distribución y hábitat
Se encuentra en los estados de Oaxaca y Chiapas de México y Guatemala, Ecuador, El Salvador, Honduras y Nicaragua

## Taxonomía
Macroclinium  bicolor fue descrita por (Lindl.)  Dodson   y publicado en Icones Plantarum Tropicarum 10: t. 937. 1984.
Etimología
Macroclinium: nombre genérico que es una referencia a la gran extensión de la columna de sus flores.
bicolor: epíteto latíno que significa "con dos colores".
Sinonimia
- Notylia bicolor Lindl. basónimo[3][4]